# Red en malla

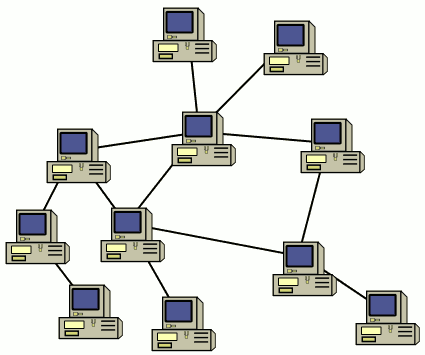
Red en malla

La topología de malla es en la que cada nodo está conectado a todos los nodos. De esta manera es posible llevar los mensajes de un nodo a otro por distintos caminos. Si la red de malla está completamente conectada, no puede existir absolutamente ninguna interrupción en las comunicaciones.

## Funcionamiento
Esta topología, a diferencia de otras más usuales como la topología en árbol y la topología en estrella, no requiere de un nodo central, con lo que se reduce el riesgo de fallos, y por ende el mantenimiento periódico (un error en un nodo, sea importante o no, no implica la caída de toda la red)[cita requerida].
Las redes en malla pueden prescindir de enrutamiento manual, o apenas requerir atención para el mantenimiento de este. Si se implementan protocolos de enrutamiento dinámicos, podrían considerarse “autoenrutables”, exceptuando escenarios en los que el tamaño o carga de la red son muy variables, o se requiere una tolerancia a fallos prácticamente nula (por ejemplo, debido a la labor crítica que desempeñan algunos de los nodos que la componen). 
La comunicación entre dos nodos cualesquiera de una red en malla puede llevarse a cabo incluso si uno o más nodos se desconectan de ésta de forma imprevista, o si alguno de los enlaces entre dos nodos adyacentes falla, ya que el resto evitarán el paso por ese punto —los nodos adyacentes a un nodo o enlace fallido propagarán un cambio en la tabla de rutas, notificando a nodos contiguos del cambio en la red, y así sucesivamente. En consecuencia, una red en malla resulta muy confiable. 
Una red con topología en malla ofrece total redundancia y por tanto una fiabilidad y tolerancia a fallos superiores. Aunque la facilidad de solución de problemas y el aumento de la confiabilidad son ventajas muy interesantes, estas redes resultan caras de instalar, pues requiere forzosamente la interconexión de cada nodo con los nodos vecinos (aumentando el número de interfaces de las que debe disponer cada nodo) y el coste de la infraestructura –cableado, switches/puentes, repetidores de señal, puntos de acceso, etcétera– de toda la red. Por ello cobran mayor importancia en el caso de redes parcial o totalmente inalámbricas —la redundancia de rutas para un mismo destino compensa una mayor susceptibilidad a fallos, entre otros inconvenientes propios de las redes sin hilos.
- Si desaparece no afecta tanto a los nodos de redes.

El número de enlaces que existen en una malla completa, i.e, una topología en malla en la que existe un enlace punto-a-punto entre todos los terminales, viene dado por la siguiente fórmula:
{\displaystyle N={\frac {n(n-1)}{2}}}

## Ventajas de las redes en malla
- Mayor redundancia, pues existen múltiples caminos para que el paquete llegue a su destino. (Si falla una conexión o un nodo, se encontrará un camino alternativo)
- No requiere un nodo (o servidor) central, reduciendo el coste de mantenimiento.

## Desventajas de las redes en malla
- La topología malla es muy cara de mantener, ya que se necesita mucho cableado.
- Si se utiliza de manera inalámbrica el precio de la instalación es mucho más cara.
- Puede dificultar en la instalación de nuevos dispositivos, ya que se necesitaría conectar el dispositivo con todos los otros dispositivos.
- Las redes malla son difíciles de gestionar y solucionar problemas.